# Louie Gohmert

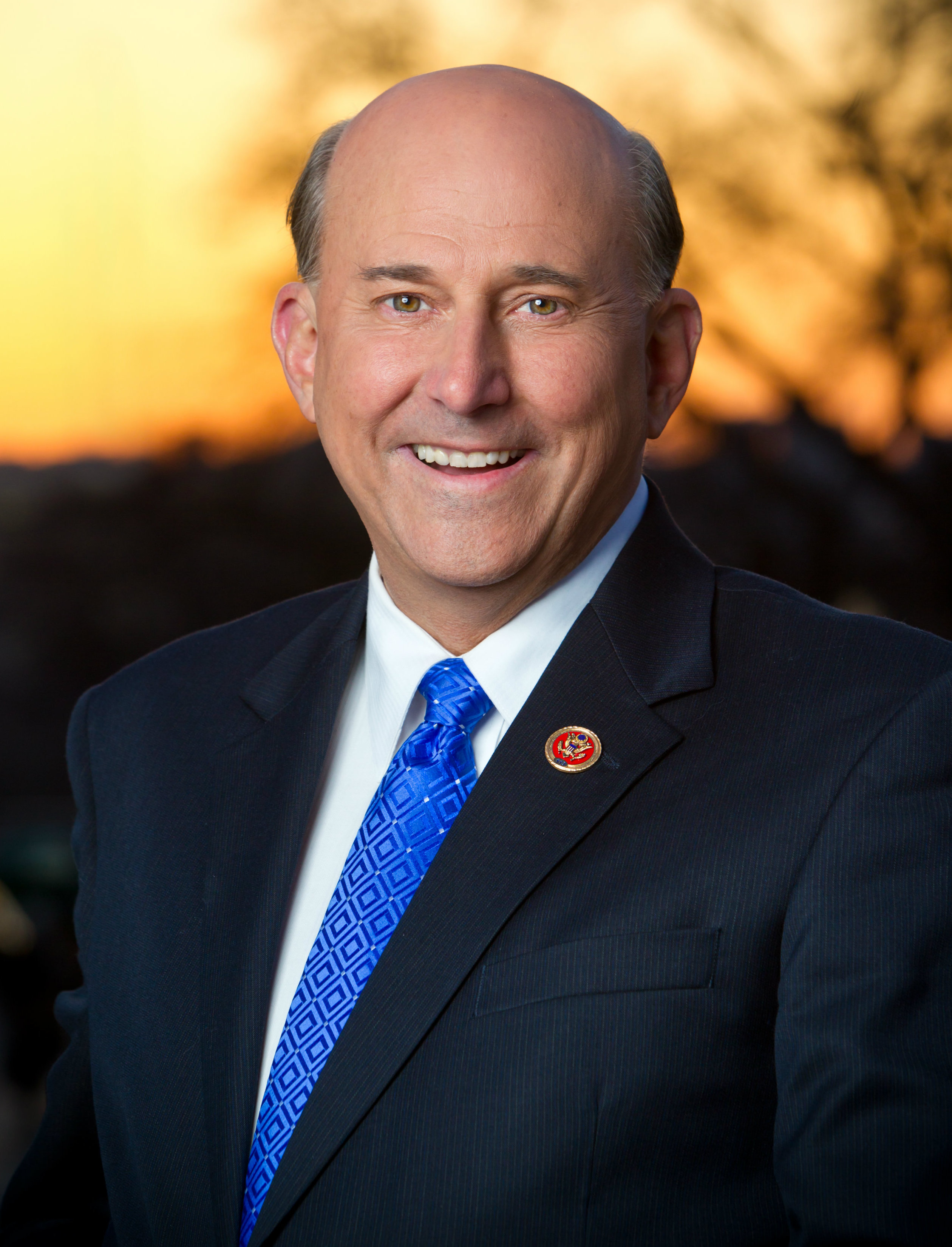
Louie Gohmert (2013)

Louis Buller „Louie“ Gohmert Jr. (* 18. August 1953 in Pittsburg, Texas) ist ein US-amerikanischer Richter und Politiker der Republikanischen Partei. Von 2005 bis 2023 vertrat er den ersten Distrikt des Bundesstaats Texas im Repräsentantenhaus der Vereinigten Staaten.

## Familie, Ausbildung und Beruf
Gohmert wurde als Sohn von Louis Gohmert und Mary Sue, geb. Brooks, in Pittsburg im Osten von Texas geboren. Er wuchs in Mount Pleasant auf, wo er bis 1971 die Mount Pleasant High School besuchte. Danach studierte er bis 1975 Geschichte an der Texas A&M University, wo er mit einem Bachelor of Arts abschloss. Nach einem anschließenden Jurastudium an der Baylor University in Waco und seinem Abschluss als Juris Doctor (J.D.) arbeitete Gohmert nach seiner Zulassung ab 1982 als Rechtsanwalt. Zwischen 1978 und 1982 diente er in der United States Army, zuletzt als Captain. 1992 wurde er zum Bezirksrichter im Smith County gewählt, eine Position, die er bis 2002 innehatte. Danach war er bis 2003 Vorsitzender Richter am Appellationsgericht des zwölften Gerichtsbezirks von Texas, nachdem Gouverneur Rick Perry ihn dazu ernannt hatte.
Mit seiner Frau Kathy hat Louis Gohmert drei Töchter. Privat lebt er in Tyler.

## Politische Laufbahn

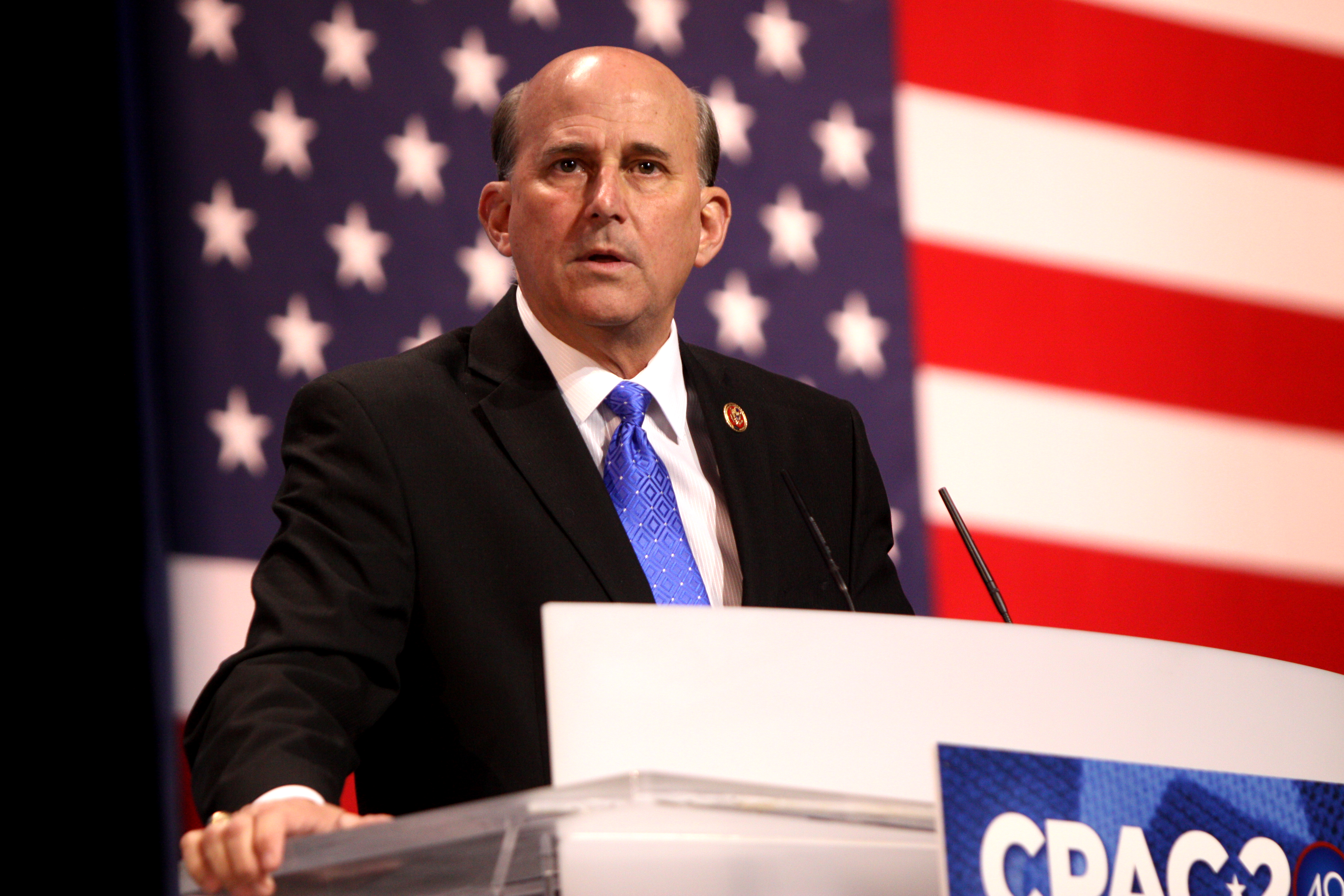
Gohmert auf der Conservative Political Action Conference in National Harbor (2013)

Bei der Wahl 2004 wurde Gohmert im ersten Kongresswahlbezirk von Texas in das US-Repräsentantenhaus in Washington, D.C. gewählt, wo er am 3. Januar 2005 die Nachfolge vom Demokraten Max Sandlin antrat. Er hatte ihn in der Wahl mit 61,5 % geschlagen, nachdem der Wahlkreis deutlich verändert worden war. Er wurde in den Jahren 2006 bis 2020 jeweils in seinem Amt bestätigt und war bis zu seiner neunten Legislaturperiode im Repräsentantenhaus des 117. Kongresses bis zum 3. Januar 2023 vertreten. Zur Wahl 2022 trat Gohmert nicht erneut für die Wahlen zum Repräsentantenhaus an, um für das Amt des Attorney General in Texas zu kandidieren, wobei er den letzten Platz unter vier Kandidaten in den republikanischen Vorwahlen belegte und somit scheiterte.
Im Januar 2015 bewarb er sich erfolglos um das Amt des Sprechers des Repräsentantenhauses.

### Ausschüsse
Gohmert war Mitglied in folgenden Ausschüssen des Repräsentantenhauses:
- Committee on Natural Resources
  - National Parks, Forests, and Public Lands
  - Oversight and Investigations
- Committee on the Judiciary
  - Courts, Intellectual Property, and the Internet
  - Crime, Terrorism and Homeland Security

Außerdem war er Mitglied im Tea Party Caucus, der der Tea-Party-Bewegung nahesteht, und dem rechtskonservativen Freedom Caucus sowie in fünf weiteren Caucuses.

## Kontroverse Positionen

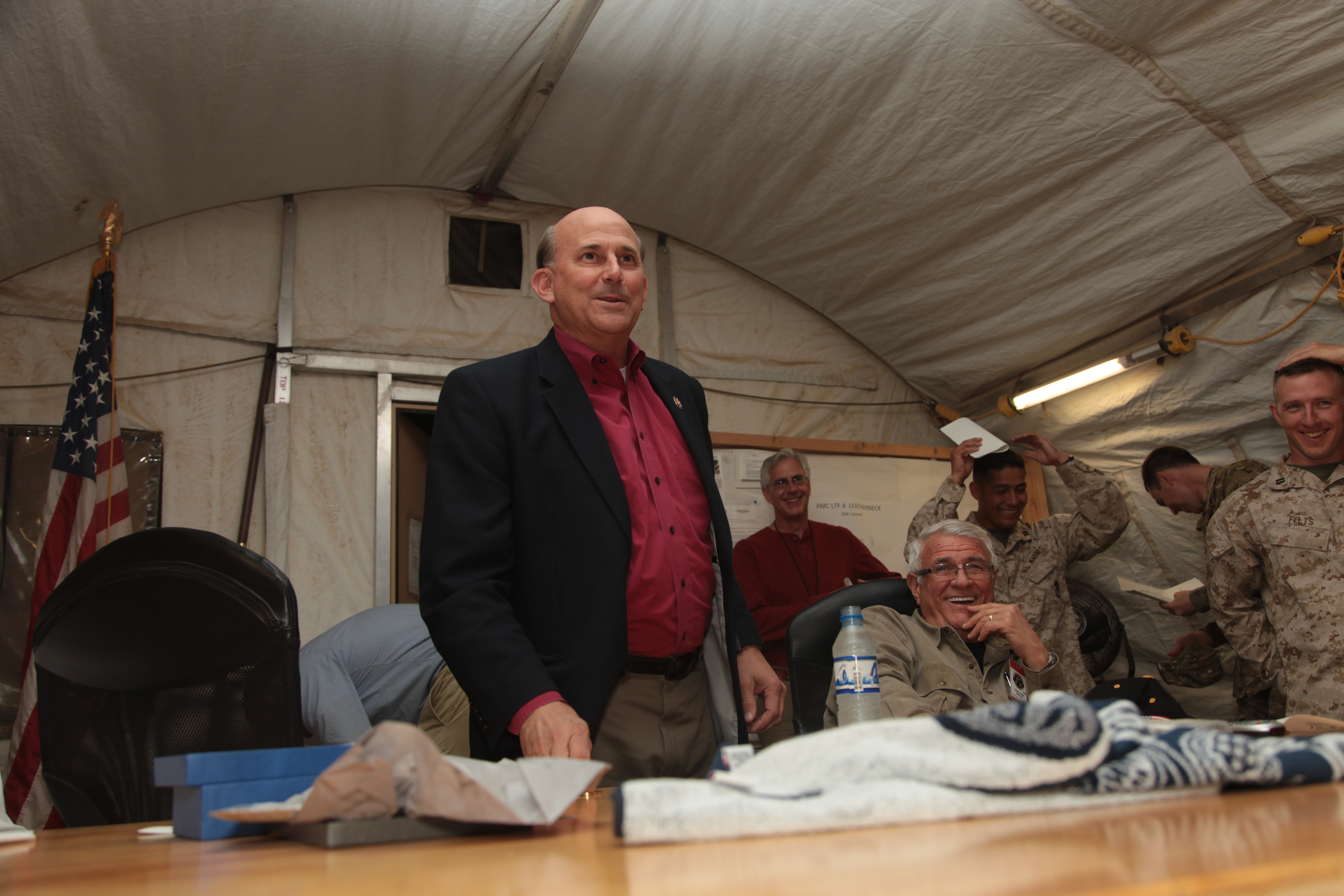
Louie Gohmert spricht vor US-Soldaten in Camp Leatherneck, Afghanistan (2012)

Gohmert glaubt nicht, dass der Klimawandel von Menschen verursacht wurde. Er unterstützt weitere Bohrungen zur Erforschung von Bodenvorkommen wie beispielsweise Erdöl. Bei der parlamentarischen Anhörung einer Mitarbeiterin der US-Forstbehörde wolle er wissen, was die Behörde tun könne, um die Umlaufbahnen des Mondes und der Erde aus Klimaschutzgründen zu verändern.
Er setzt sich gegen Gesetze zur Liberalisierung des Abtreibungsrechts ein.
Den Amoklauf von Aurora im Jahre 2012 führte Gohmert darauf zurück, dass sich Amerika durch eine zu permissive Kultur vom judäo-christlichen Glauben entferne. Außerdem wunderte sich Gohmert, dass niemand im Publikum eine Waffe gezogen habe, um den Amokläufer zu stoppen.
2012 verglich er in einer Rede im Repräsentantenhaus die Präsidentschaft Barack Obamas mit der Diktatur Adolf Hitlers.
2014 verglich er Aktivisten für Schwulenrechte mit Nationalsozialisten.
2020/21 unterstützte Gohmer die Behauptungen Donald Trumps, dass ihm die Wahl gestohlen worden sei, und setzte sich nach dem 6. Januar 2021 gemeinsam mit anderen Parlamentariern, darunter Matt Gaetz, Mo Brooks und Scott Perry, dafür ein, die an der Kapitol-Erstürmung Beteiligten durch Donald Trump vorauseilend begnadigen zu lassen.